# Skarpabborrtjärnen (Hällesjö socken, Jämtland, vid Stor-Allmänningsberget)
Skarpabborrtjärnen är en sjö i Bräcke kommun i Jämtland och ingår i Ljungans huvudavrinningsområde.